# Bob Buys
Barthold (Bob) Buys (Amsterdam, 24 maart 1912 - aldaar, 16 augustus 1970) was een Nederlandse figuratieve kunstschilder. Hij schilderde en aquarelleerde landschappen, haven- en stadsgezichten, portretten en bloemstillevens, vaak op een impressionistische manier. Hij illustreerde tevens verscheidene boeken.
Buijs volgde de opleiding aan het Rijksinstituut Tekenleraren in Amsterdam. Hij werkte veel in Frankrijk, in Bretagne en Port-Vendres. Zijn palet was dan ook zeer licht. Hij was tekenleraar aan de Gerrit Rietveld Academie in Amsterdam en aan de lerarenopleiding in Tilburg. Hij was lid van de Hollandse Aquarellistenkring, De Onafhankelijken en Arti et Amicitiae. Bob Buijs was tevens kunstcriticus van Het Vrije Volk en het Haarlems Dagblad.

## Werk in musea
- Museum Henriette Polak
- Gemeente Amsterdam, Stadsarchief (vier tekeningen)